# Jürgen Elsässer
Jürgen Elsässer (* 1957. u Pforzheimu)  njemački je novinar i autor brojnih knjiga o vanjskoj politici Njemačke. Od sredine 1970-ih godina bio je član njemačkog Saveza Komunista (KB) do njegova raspada 1991. Jedan je od od utjecajnih komentatora njemačke političke ljevice.
Elsässer je jedan od utemeljitelja tzv. Protu-Njemačke, i smatra se antiimperialistom.Od 1990-ih do 2002/03 redovito je pisao članke.

## Životopis
Elsässer je maturirao u Pforzheimu i kasnije radio kao učitelj u Baden-Württembergu. Tijekom 4 godina imao je razred koje je bio sačinjen uglavnom od djece iz bivše SFR Jugoslavije. Kasnije je izjavio da je u to vrijeme počeo cijeniti "mentalitet srpskog naroda" Nakon 14 godina rada 1994. napušta posao kao učitelj i seli se u Berlin.
U siječnju 2009. Elsässer je pozvao na stvaranje "inicijative protiv financijskog kapitala". Smatra da je Gospodarska i financijska kriza nastala kao "namjeran napad od strane anglo-američkog financijskog kapitala", od kojeg se treba braniti. 

## Pozicije
Elsässer se izjašnjava polemočno primjerice o razlozima za raspad SFRJ, Domovinski rat i o Genocidu u Srebrenici gdje opovrgava broj ubijenih žrtava Relativizira genocid između ostalog objašnavajući događaje srpskim žrtvama rata. i izjavljuje da se ne radi o genocidu i izjavljuje da je to „laž“ i  „mit“. Tvrdi da je velik broj ubijenih muslimana iz ljeta 1995 zapravo žrtve likvidacija koje su počinili drugi muslimani. Naglasio je da zločini u Srebrenici nisu počinjeni namjerno i sustavno, nego da su samo djela pljačkaša.  Smatra se ljubiteljem Srba i Slobodana Miloševića.